# Restio bifarius
Restio bifarius là một loài thực vật có hoa trong họ Restionaceae. Loài này được Mast. miêu tả khoa học đầu tiên năm 1869.